# Lijst van Poolse schrijvers
Dit is een lijst van Poolse schrijvers.

## A
Andrzejewski, Jerzy (1909-1983)
Asnyk, Adam (1838-1897)

## B
Baczyński, Krzysztof Kamil (1921-1944)
Bałucki, Michał (1837-1901)
Baraniecki, Marek (1954-)
Barańczak, Stanisław (1946-2014) - geëmigreerde
Batko, Zbigniew (1940-2007)
Bereś, Stanisław (1950-)
Berent, Wacław (1837-1940)
Białołęcka, Ewa (1967-)
Białoszewski, Miron (1922-1983)
Biernat van Lublin (1465-1529)
Bobkowski, Andrzej (1913-1961) - geëmigreerde
Bliziński, Józef (1827-1893)
Bogusławski, Wojciech (1757-1829)
Borchardt, Karol Olgierd (1905-1986)
Borowski, Tadeusz (1922-1951)
Boruń, Krzysztof (1923-2000)
Brandys, Kazimierz (1916-)
Brandys, Marian (1912-1998)
Bratny, Roman (1920-)
Broniewski, Władysław (1897-1962)
Broszkiewicz, Jerzy (1922-1993)
Bryll, Ernest (1935-)
Brzechwa, Jan (1900-1966)
Brzezińska, Anna (1971-)
Buczkowski, Leopold (1905-1989)
Bunsch, Karol (1898-1987)
Bursa, Andrzej (1931-1957)

## C
Chmielewska, Joanna (1932-2013)
Chmielowska, Benedykt (1700-1763)
Chwin, Stefan (1949-)

## D

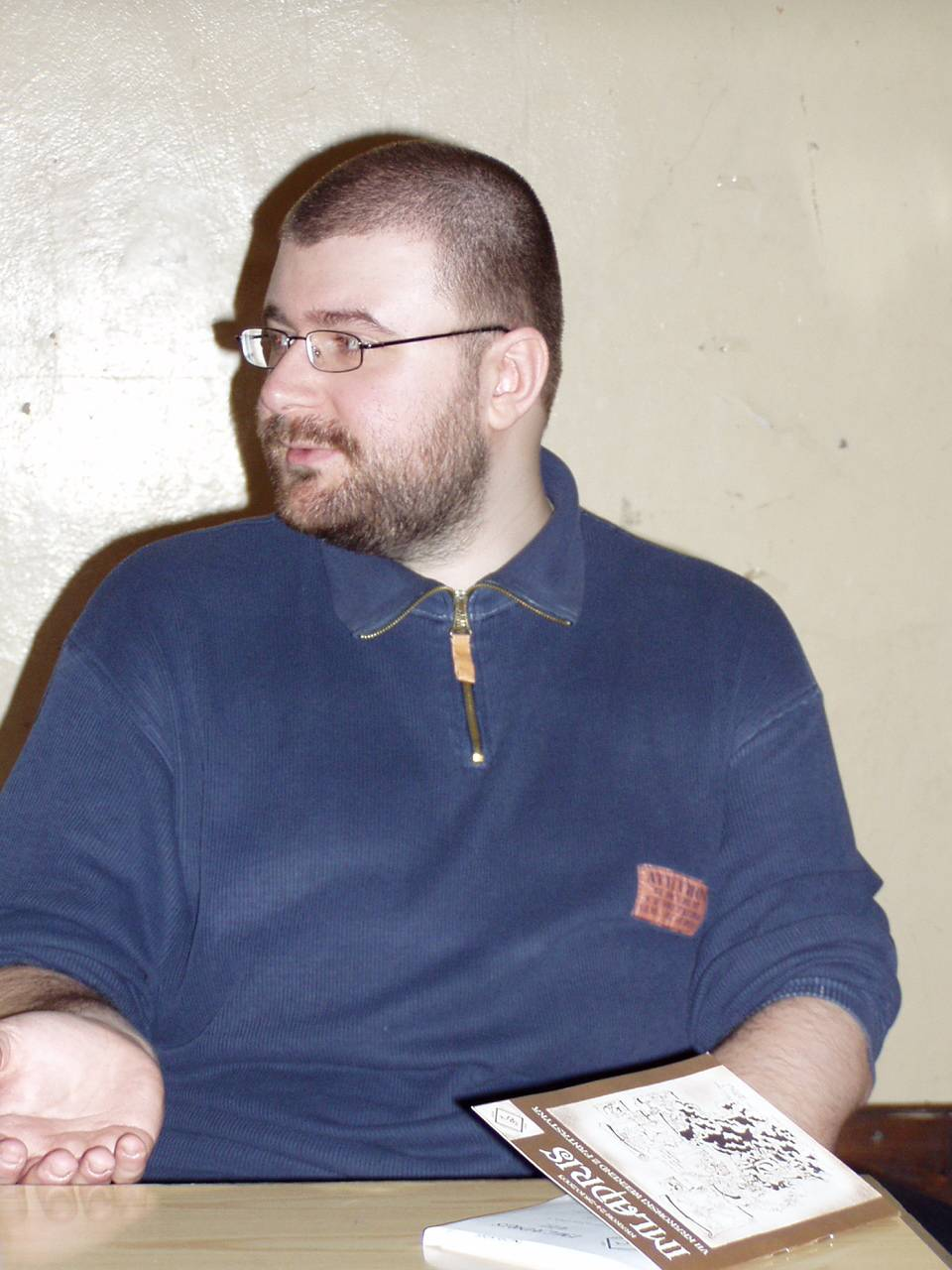
Jacek Dukaj

Danak, Roman (1935-1994)
Dąbrowska, Maria (1889-1965)
Dębski, Eugeniusz (1952-)
Długosz, Jan (1415-1480)
Dobraczyński, Jan (1910-1994)
Drukarczyk, Grzegorz (1959-)
Drużbacka, Elżbieta (1695-1765)
Drzewiński, Andrzej (1959-)
Dukaj, Jacek (1974-)
Dygasiński, Adolf (1839-1902)

## E
Engelking, Leszek (1955-)

## F
Fiałkowski, Konrad (1939-)
Feliński, Alojzy (1771-1820)
Foks, Darek (1966-)
Fox, Marta (1952-)
Fredro, Aleksander (1793-1876)

## G
Gajcy, Tadeusz (1922-1944)
Gałczyński, Konstanty Ildefons (1905-1953)
Głowacki, Janusz (1938-) - geëmigreerde
Goerke Natasza (1962-)
Gombrowicz, Witold (1904-1969) - geëmigreerde
Górnicki, Łukasz (1527-1603)
Grabiński, Stefan (1887-1936)
Gretkowska, Manuela (1964-)
Grochowiak, Stanisław (1934-1976)
Grynberg, Henryk (1936-)
Grzebalski, Mariusz (1969-)
Guziakiewicz, Edward (1952)-)

## H
Harasymowicz, Jerzy (1933-1999)
Hartwig, Julia (1921-2017)
Haupt, Zygmunt (1907-1975) - geëmigreerde
Hen, Józef (1923-)
Herbert, Zbigniew (1924-1998)
Herling-Grudziński, Gustaw (1919-2000) - geëmigreerde
Hłasko, Marek (1934-1969)
Stanislaus Hosius (1504-1679)
Huberath, Marek S. ()
Huelle, Paweł (1957-)

## I
Inglot, Jacek (1962-)
Iłłakowiczówna, Kazimiera (1892-1983)
Iwaszkiewicz, Jarosław (1894-1980)

## J
Janicki, Klemens (1516-1543)
Janko z Czarnkowa (1320-1387)
Jasienica, Paweł (1909-1970)
Jasieński, Bruno (1901-1939)
Jasiński, Jakub (1761-1794)
Jastrun, Mieczysław (1903-1983)
Jastrun, Tomasz (1950-)

## K
Kaczkowski, Zygmunt (1825-1896)
Kaczmarski, Jacek (1957-2004)
Kaden-Bandrowski, Juliusz (1885-1944)
Kamieńska, Anna (1920-1986)
Kapuściński, Ryszard (1932-2007)
Karpiński, Franciszek (1741-1825)
Karpowicz, Tymoteusz (1921-2005)
Kasprowicz, Jan (1860-1926)
Kitowicz, Jędrzej (1728-1804)
Kisielewski, Stefan (1911-1991)
Klonowic, Sebastian (1545-1602)
Kochanowski, Jan (1530-1584)
Kochowski, Wespazjan (1633-1700)
Kołłątaj, Hugo (1750-1812)
Konopnicka, Maria (1842-1910)
Konwicki, Tadeusz (1926-2015)
Korczak, Janusz (1878/1879-1942)
Kornhauser, Julian (1946-)
Kozioł, Urszula (1931-2025)
Krall, Hanna (1935-)
Krasicki, Ignacy (1735-1810)
Krasiński, Zygmunt (1812-1859)
Kraszewski, Józef Ignacy (1812-1887)
Kubiak, Zygmunt (1929-2004)
Kuczok, Wojciech (ur. 1972)
Kurek, Jalu (1904-1983)
Kuncewiczowa, Maria (1897-1989)

## L

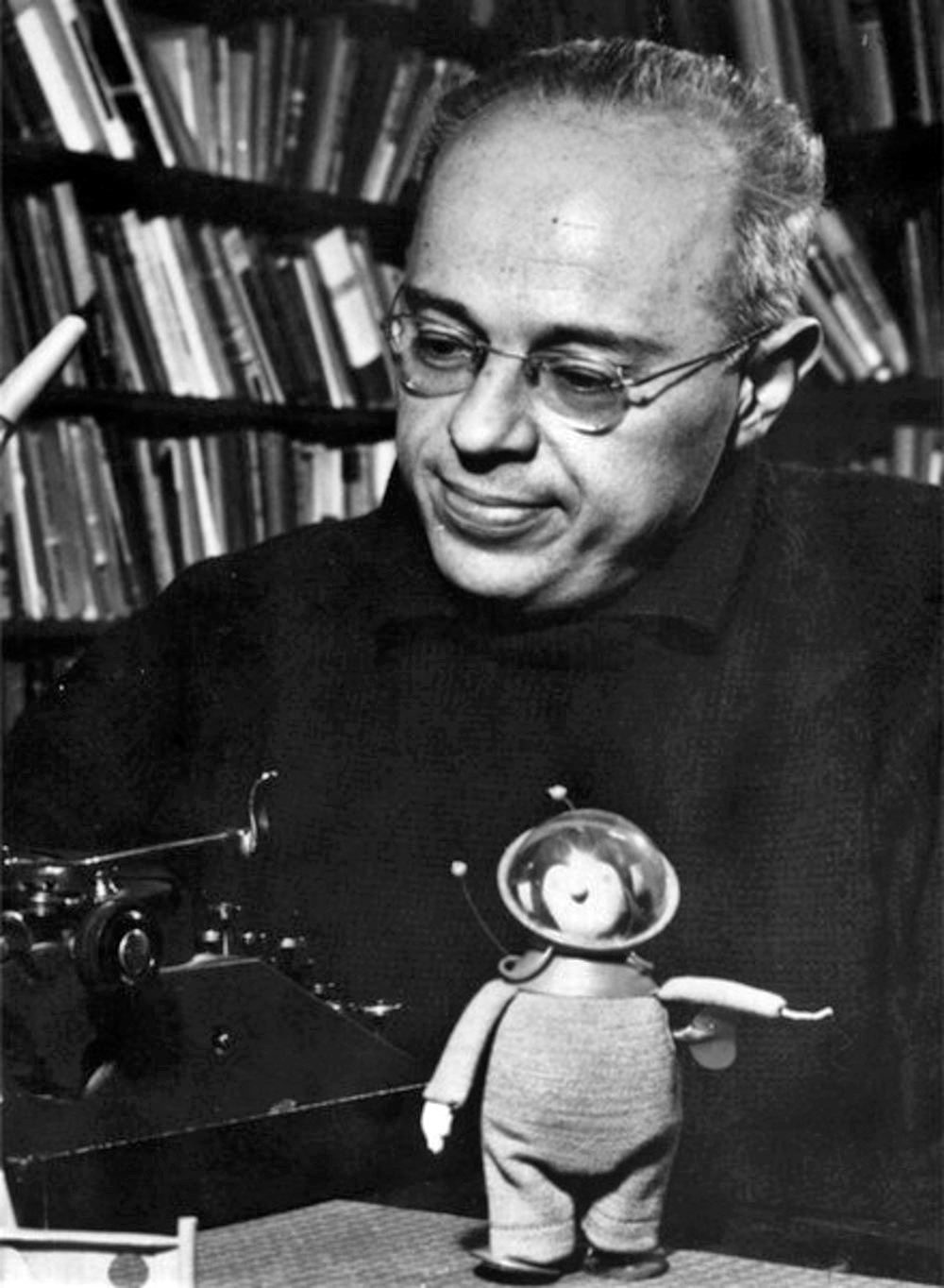
Stanisław Lem

Lec, Stanisław Jerzy (1909-1966)
Lechoń, Jan (1899-1956)
Lem, Stanisław (1921-2006)
Lenartowicz, Teofil (1822-1893)
Leśmian, Bolesław (1878-1937)
Libera, Antoni (ur. 1949)
Liebert, Jerzy (1904-1931)
Lipska, Ewa (1945-)
Lubowski, Edward (1837-1923)
Lubomirski, Stanisław Herakliusz (1642-1702)
Łysiak, Waldemar (1944-)

## M

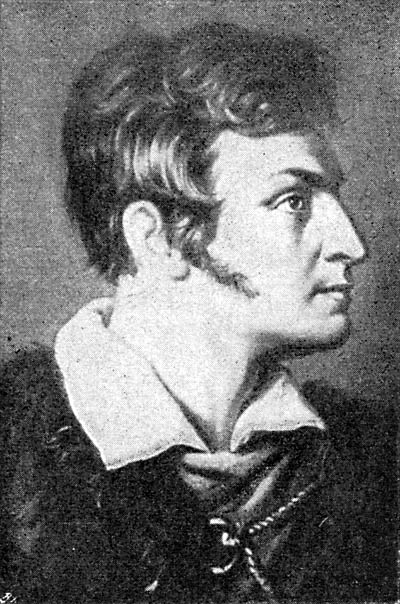
Adam Mickiewicz

Mackiewicz, Józef (1902-1985)
Makuszyński, Kornel (1884-1953)
Maliszewski, Karol (1960-)
Masłowska, Dorota (1983-)
Miłosz, Czesław (1911-2004)
Młodożeniec, Stanisław (1895-1959)
Mochnacki, Maurycy (1803-1834)
Modrzewski, Andrzej Frycz (1503-1572)
Morsztyn, Andrzej (1621-1693)
Mrożek, Sławomir (ur. 1930)
Myśliwski, Wiesław (1932-)

## N
Naborowski, Daniel (1573-1640)
Nałkowska, Zofia (1884-1954)
Nałkowski, Wacław (1851-1911)
Naruszewicz, Adam (1733-1796)
Newerly, Igor (1903-1987)
Niemcewicz, Julian Ursyn (1757-1841)
Nienacki, Zbigniew (1929-1994)
Niewrzęda, Krzysztof (1964-)
Niziurski, Edmund (1925-)
Norwid, Cyprian Kamil (1821-1883)
Nowakowski, Marek (1935-)
Nurowska, Maria (1944-)

## O
Odojewski, Włodzimierz (1930-)
Olczak-Ronikier, Joanna (1934-)
Oppman, Artur (1867-1931)
Orkan, Władysław (1875-1930)
Orzeszkowa, Eliza (1841-1910)
Osiecka, Agnieszka (1936-1997)
Ossendowski, Ferdynand Antoni (1876-1945) ()
Oszubski, Tadeusz (1958-)

## P
Pacyński, Tomasz (1958-2005)
Parandowski, Jan (1895-1978)
Parnicki, Teodor (1908-1988)
Pasek, Jan Chryzostom (1636-1701)
Pasikowski, Władysław (1959-)
Pawlak, Romuald (1967-)
Pawlikowska-Jasnorzewska, Maria (1891-1945)
Piekara, Jacek (1965-)
Pilch, Jerzy (1952-)
Pilipiuk, Andrzej (1974-)
Pol, Wincenty (1807-1872)
Poświatowska, Halina (1935-1967)
Potocki, Wacław (1621-1696)
Prus, Bolesław (1847-1912)
Przerwa-Tetmajer, Kazimierz (1865-1940)
Przyboś, Julian (1901-1970)
Przybyszewski, Stanisław (1868-1927)

## R
Rej, Mikołaj av Nagłowice (1505-1569)
Reymont, Władysław (1867-1925)
Rodziewiczówna, Maria (1863-1944)
Romanowiczowa, Zofia (1922-2010)
Rostworowski, Karol Hubert (1877-1938)
Różewicz, Tadeusz (1921-2014)
Rudnicki, Janusz (1948-) - geëmigreerde
Rylski, Eustachy (1944-)
Rymkiewicz, Jarosław Marek (1935-)
Rzewuski, Henryk (1791-1866)

## S

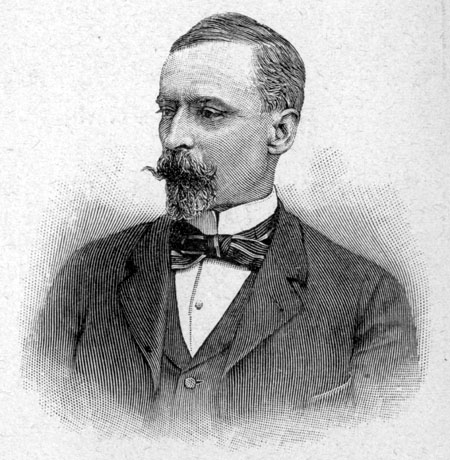
Henryk Sienkiewicz

Sapkowski, Andrzej (1948-)
Sarbiewski, Maciej Kazimierz (1595-1640)
Sawaszkiewicz, Jacek 1947-1999)
Schulz, Bruno (1892-1942)
Sęp-Szarzyński, Mikołaj (r. 1550 - r. 1581)
Sienkiewicz, Henryk (1846-1916)
Skarga, Piotr (1536-1612)
Słonimski, Antoni (1895-1976)
Słota, Przecław (-1419)
Słowacki, Juliusz (1809-1849)
Sosnowski, Andrzej (1959-)
Stachura Edward (1937-1979)
Stasiuk, Andrzej (1960-)
Staszic, Stanisław (1755-1826)
Staff, Leopold (1878-1957)
Strug, Andrzej (1871-1937)
Studniarek, Michał (1976-)
Anna Świrszczyńska (1909-1984)
Sygietyński, Antoni (1850-1923)
Syrokomla, Władysław (1823-1862)
Szarzyński, Mikołaj Sęp (r. 1550 - r. 1581)
Szklarski, Alfred (1912-1992)
Adriana Szymańska (1943-)
Szymborska, Wisława (1923-2012)
Szymonowic, Szymon (1558-1629)
Świętochowski, Aleksander (1849-1938)

## T
Taborski, Bolesław (1927-)
Terakowska, Dorota (1938-2004)
Terlecki, Władysław
Tetmajer (Przerwa), Kazimierz (1865-1940)
Tokarczuk, Olga (1962-)
Trembecki, Stanisław (1737-1812)
Trepka, Andrzej (1923-)
Truchanowski, Kazimierz (1904-1994)
Tryzna, Tomek (1948-)
Tuwim, Julian (1894-1953)
Twardowski, Jan (1915-)
Twardowski Samuel (voor 1600-1661)
Tyrmand, Leopold (1920-1985)

## U
Ujejski, Kornel (1823-1897)
Umiński, Władysław (1865-1954)

## W

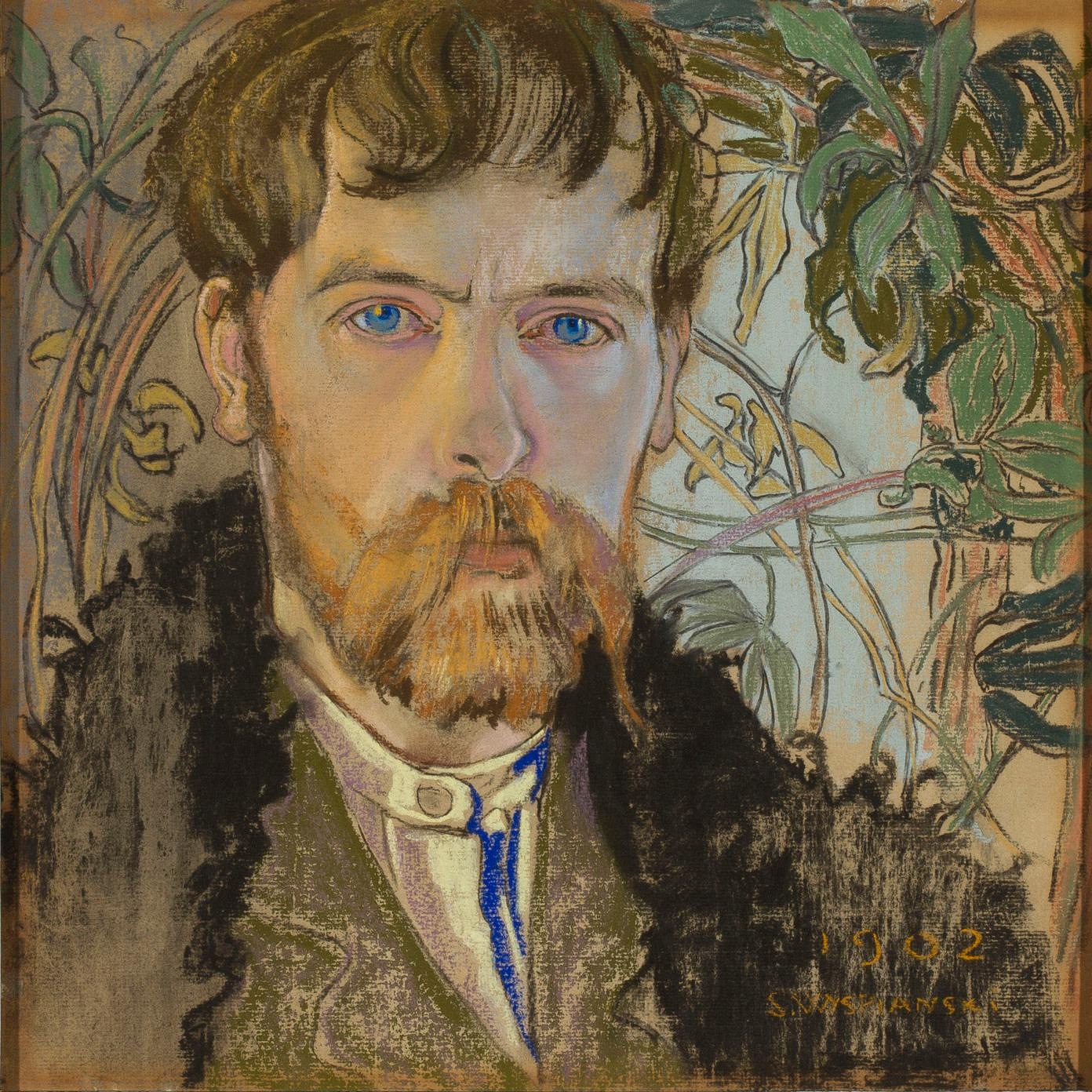
Stanisław Wyspiański

Wańkowicz, Melchior (1892-1974)
Wat, Aleksander (1900-1967) - geëmigreerde
Ważyk, Adam (1905-1982)
Wierzyński, Kazimierz (1894-1969)
Wincenty Kadłubek (1150-1223)
Wincenty z Kielczy (1200-1262)
Wiśniewski-Snerg, Adam (1937-1995)
Witkiewicz, Stanisław Ignacy (Witkacy) (1885-1939)
Wittlin, Józef (1896-1976)
Władysław z Gielniowa (1440-1505)
Włodkowic, Paweł (zm. 1435 lub 1436)
Wojaczek, Rafał (1945-1971)
Wujek, Jakub (1541-1597)
Wybicki, Józef Rufin (1747-1822)
Wyspiański, Stanisław (1869-1907)

## Z

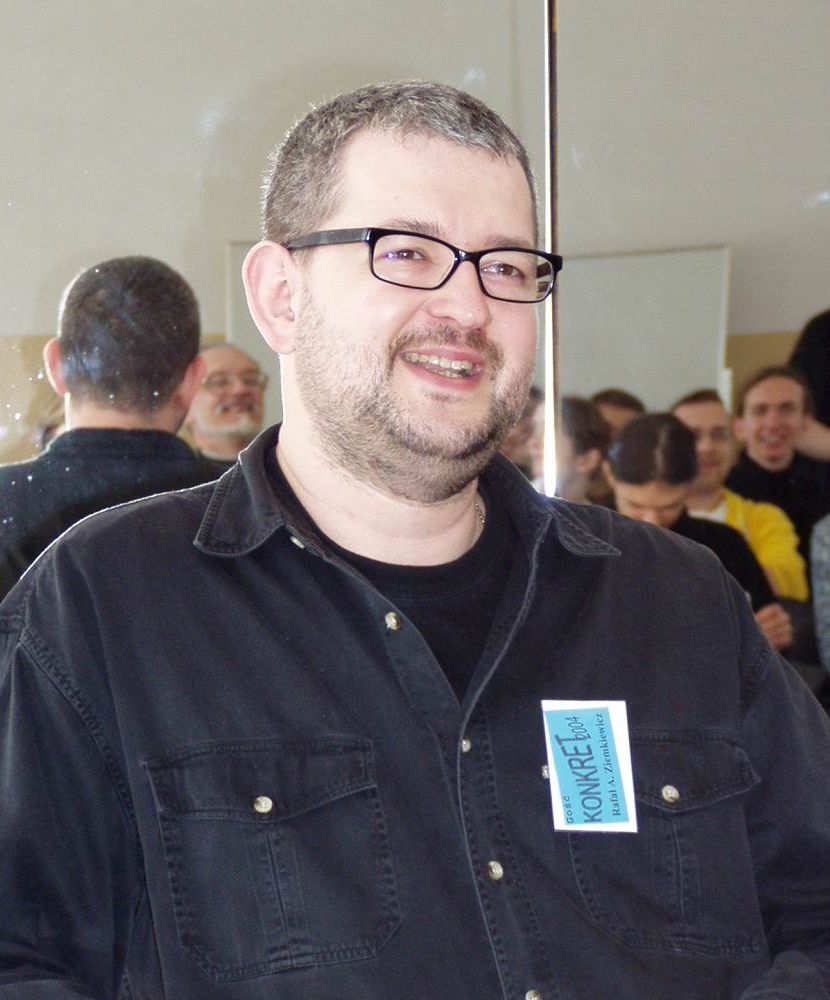
Rafał A. Ziemkiewicz

Zabłocki, Franciszek (1752-1821)
Zajdel, Janusz Andrzej (1938-1985)
Zapolska, Gabriela (1857-1921)
Zegadłowicz, Emil (1888-1941)
Ziemkiewicz, Rafał A. (1964-)
Zimniak, Andrzej (1946-)
Zimorowic, Szymon (r. 1608-1629)
Żeleński, Tadeusz (Boy) (1874-1941)
Żeromski, Stefan (1864-1925)
Żmichowska, Narcyza (1819-1876)
Żuławski, Jerzy (1874-1915)
Żwikiewicz, Wiktor (1950-)
Żytomirski, Eugeniusz (1911-1975)